# Oliver i companyia
Oliver i companyia (títol original en anglès: Oliver & Company) és una pel·lícula musical animada estatunidenca de 1988, produïda per Walt Disney Feature Animation. Està inspirada en la novel·la de Charles Dickens Oliver Twist. A la pel·lícula, Oliver és un gató que s'uneix a una banda de gossos per sobreviure als carrers de Nova York.

## Argument
La pel·lícula conta la història d'un gató orfe anomenat Oliver s'uneix a Fagin i la seva banda de lladregots amb Dodger, un mestre movent-se per la ciutat, i el simpàtic chihuahua Tito. Un bon dia, el petit Oliver deixa els carrers en ser adoptat per Jenny, una nena rica que l'hi porta a casa, on viurà amb totes les comoditats. Però quan Jenny és segrestada pel malvat cap de Fagin i els seus terrorífics dobermans, Oliver comprovarà el valor de la veritable amistat en veure com tota la banda es posa en marxa per rescatar-la.

## Repartiment
| Personatge     | Veu en anglès     | Veu en català     |
| -------------- | ----------------- | ----------------- |
| Oliver         | Joey Lawrence     | Elisabet Bargalló |
| Dodger         | Billy Joel        | Jaume Villanueva  |
| Tito           | Cheech Marin      | Hernan Fernández  |
| Einstein       | Richard Mulligan  | Pep Ribas         |
| Francis        | Roscoe Lee Browne | Santi Lorenz      |
| Rita           | Sheryl Lee Ralph  | Teresa Manresa    |
| Fagin          | Dom DeLuise       | Àlex Messeguer    |
| Roscoe         | Taurean Blacque   | Norbert Ibero     |
| DeSoto         | Carl Weintraub    | Gal Soler         |
| Sykes          | Robert Loggia     | Pep Torrents      |
| Jenny Foxworth | Natalie Gregory   | Belén Roca        |
| Winston        | William Glover    | Pepe Antequera    |
| Georgette      | Bette Midler      | Rosa Pastó        |
| Old Louie      | Frank Welker      | Norbert Ibero     |

## Premis i nominacions
Nominacions
- 1989: Globus d'Or a la millor cançó original per Dan Hartman i Charlie Midnight amb "Why Should I Worry?"[3]
- 1990: Grammy al millor enregistrament infantil[cal citació]